# Monodelphis maraxina
Monodelphis maraxina e вид опосум от семейство Didelphidae.

## Географско разпространение
Видът е ендемичен за Бразилия. Обитава два острова в делтата на река Амазонка – най-големия остров Маражо и съседния Калдерао.

## Хранене
Представителите на вида консумират основно малки гръбначни и насекоми.